# ماريا مورافسكايا
ماريا ماجدالينا فرانسيسكا لودفيغوفا مورافسكي  (بالإنجليزية: Maria Moravskaya)أو ماريا كولان -الاسم بعد الزواج- (بالروسية:Мари́я Магдали́на Франче́ска Лю́двиговна Мора́вская) ولدت في مدينة وارسو -عاصمة بولندا - التابعة للإمبراطورية الروسية سابقا في 12 كانون الثاني عام 1890 يوجد تناقض في المعلومات حول تاريخ ومكان وفاتها، فوفقا لبعض المصادر يقال أنها توفيت في مدينة ميامي الأمريكية في 26 من حزيران عام 1947، وووفقا لمصادر أخرى انها توفيت في جمهورية تشيلي عام 1958، وهي شاعرة وكاتبة ومترجمة وناقدة روسية، كتبت العديد من المجموعات الشعرية والأعمال النثرية كما كان لها دور في أدب الأطفال.
كانت ذات عرقية بولندية، كما كانت مشاركة نشطة بالحركة الليبرالية الديموقراطية في الامبراطورية الروسية في بداية القرن العشرين. عام 1917 انتقلت من روسيا إلى الولايات المتحدة الأمريكية، حيث كانت تعيش وتكتب في ولاية فلوريدا، المعلومات حول سنواتها الأخيرة ووفاتها متناقضة.

## حياتها

### بداية حياتها
ولدت ماريا مورافسكايا في 12 يناير 1890 (أو 31 ديسمبر 1889 حسب تقويم يولياني) في وارسو لعائلة كاثوليكية بولندية فقيرة، عندما كانت في الثانية من عمرها توفيت والدتها، بعد وفاة والدتها قام والدها والدفيغ مورافسكي بالزواج من أخت زوجته المتوفاة، ثم انتقلت عائلة مورافسكايا إلى أوديسا.
ماريا مورافسكايا فكرت جيدا في والدها ووصفته بأنه رجل جيد وحالم، ولكن عندما بلغت ماريا من العمر 15 عاما، أجبرت على مغادرة المنزل بسبب الخلافات المستمرة مع زوجة أبيها. وفي وقت لاحق انتقلت من أوديسا إلى سانت بطرسبرغ وكانت تواجه صعوبات مالية كبيرة فعملت كسكرتيرة ومدرس خاص ومترجم وفي ذلك الوقت بدأت نشاطها الأدبي، كما أنها إنضمت لدورات بيستوزيف لكنها لم تتخرج منها.
منذ سنواتها الأولى كان لها موقف مدني نشط وشاركت في نشاطات في مختلف الدوائر السياسية، فكانت في البداية مؤيدة لتقرير المصير في بولندا، في أوقات بداية ثورة 1905 كانت تعرف نفسها على أنها اشتراكية، اعتقلت مرتين: في عام 1906 وعام 1907 كماحتجزت لفترة قصيرة في سجن العبور.
هناك بيانات حول زواجها المبكر والمختصر الذي كانت تعتبره مورافسكي عرضيا.

### سانت بطرسبرغ

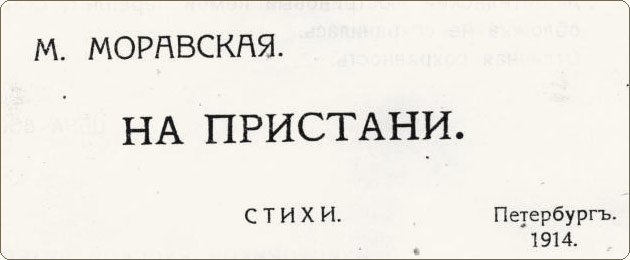
عنوان أول كتاب قصائد نشرته مورافسكايا

في سانت بطرسبرغ انضمت مورافسكايا إلى الأوساط الأدبية بسرعة كافية، ويعود ذلك غالبا إلى رعاية ماكسيميليان فولوشين الذي كان يتواعد معها في يناير 1910. كما أنها كانت تحظى بدعم من زينايدا جيبيوس. في عام 1911 بدأت مورافسكايا زيارة «أدب الأربعاء» (Среды) التي أسسها فياتشيسلاف ايفانوف و «أكاديمية القصيدة» (Академия стиха) التي أسسها ايفانوف أيضا، وفي عام 1911 تم قبولهاأيضا في «نقابة الشعراء» (Цех поэтов) بعد تأسيسها من قبل نيكولاي غوميليوف وسيرغي غوروديتسكي.حيث أصبحت مورافسكايا تتردد إلى اجتماعات بطرسبورغ بوهيميا في مقهى الكلب الضالة (بالانجليزية: Stray Dog Café)
وقد قابلت أحداث الحرب العالمية الأولى وعمليات القتل المريرة والكوارث التي تضرر منها السكان المدنيين في بلدها الأصلي بولندا بشكل عاطفي، حيث كتبت صديقتها إيليا إهرينبورغ في وصف ذلك "Слышишь، как воет волчиха" (هل تسمع عواء الذئبة؟).

### الهجرة

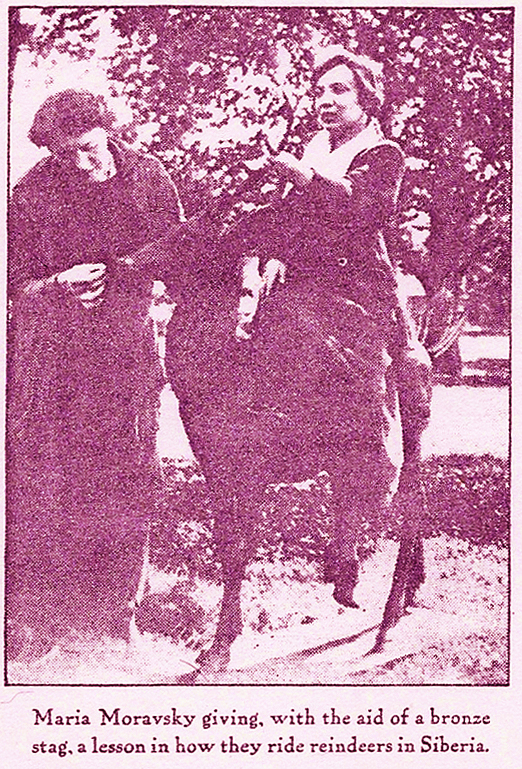
ماريا مورافسكايا على ظهر حصان

في عام 1917 سافرت مورافسكايا في رحلة إلى اليابان، ومن اليابان سافرت إلى أمريكا اللاتينية ثم انتقلت إلى الولايات المتحدة وفقا لذاكرتها كانت دوافع الهجرة إلى الولايات المتحدة الفكرة المثالية السائدة حول هذا البلد وتطلعها إلى المزج بين النموذج الروسي والنموذج الأمريكي لصنع نموذج أو طفرة جديدة تتصف بالطف والحكمة والتناغم، ومع الوقت شعرت مورافسكايا بخيبة أمل بالولايات المتحدة الأمريكية بسبب فقر المجتمع الروحي، ومظاهر العنصرية وانخفاض مستوى الحريات السياسية، وكانت قد أعلنت أنها ضد ذلك في وسائل الإعلام المحلية، على سبيل المثال واحدة من أولى مقالاتها الإنجليزية (الصحف الخاصة بك والصحف الخاصة بنا) أثبتت أن الصحفيين الأمريكيين في العام السلمي 1919 لديهم حرية تعبير أقل مقارنة بزملائهم الروس تحت حكم القيصر نيكولاس الثاني رغم كونهم في ظروف الحرب، بعد عشر سنوات، في عام 1946 كتبت مورافسكايا رسالة إلى إهرينبورغ إعترفت بالحنين لروسيا وتشككها بأن الولايات المتحدة تحتاج إلى عملها الإبداعي.
نص الرسالة:

أنا ماريا مورافسكايا، كنت شاعرة في روسيا والآن لقد نسيت تقريبا كيفية التحدث باللغة الروسية. أنا أكتب باللغة الإنجليزية فقط... وأعيش كما لو كنت ميتة، ميتة من حيث الشعر، فلا فائدة من كتابة قصائد هنا.

على الرغم من بعض خيبة الأمل إزاء الحياة الأمريكية، كسرت مورافسكايا عمليا جميع الاتصالات مع روسيا وتكيفت بنجاح مع الحياة في الولايات المتحدة، تعلمت اللغة الإنجليزية في ثمانية أشهر.استقرت أولا في نيويورك حيث كانت تعمل في مجال الصحافة في إحدى الصحف، أغلقت تلك الصحيفة في وقت قريب ولكن مورافسكايا تستطيع أن تقيم شراكة مع العديد من وسائل الإعلام الدورية الأخرى.
كانت مورافسكايا تقيم في نيويورك على الأقل حتى أوائل العشرينات من القرن الماضي هناك تزوجت إدوارد «تيد» م. كوجلان، وهو كاتب الخيال الذي هاجر إلى الولايات المتحدة الأمريكية من دومينيون نيوفاوندلاند، قبلت ماريا مورافسكايا لقب زوجها وأصبحت ماريا كوجلان ولكن لا تزال تستخدم اسمها قبل الزواج في معظم منشوراتها، بسبب هذا الكاتبة أشتهرت باسم ماريا مورافسكي وليس ماريا كوجلان.

## روابط خارجية
- Terence E. Hanley (10 يناير 2012). "Maria Moravsky (1889–1947)". Tellers of Weird Tales. مؤرشف من الأصل في 2016-03-04. اطلع عليه بتاريخ 2014-10-04.
- Greenfield، Renee (10 سبتمبر 1944). "Miami Writer Has Ridden into Print On 'Hobbies'". The Miami News. Miami. مؤرشف من الأصل في 2022-10-22. اطلع عليه بتاريخ 2014-10-10.